# 鹿島大橋
鹿島大橋（かしまおおはし）は、広島県呉市倉橋町鹿老渡と、その南にある同市の倉橋町鹿島を結ぶ道路橋である。

## 概要
1975年（昭和50年）開通。県の「鹿島地区県営一般農道整備事業」により整備された農道橋であり、現在は呉市が管理する。広島県道35号音戸倉橋線と広島県道285号宮ノ口瀬戸線を結ぶ呉市道鹿老渡鹿島線の橋である。鹿島側のたもとに鹿島瀬戸漁港がある。
広島県最南端の有人島である鹿島を繋ぐ唯一の橋である。倉橋島の鹿老渡と倉橋島は1967年堀切橋開通により結ばれ、倉橋島と呉市本土は1961年音戸大橋開通で結ばれていることから、この橋は鹿島と本州本土を繋ぐ重要な橋である。

## 諸元
- 路線名 : 呉市道鹿老渡鹿島線（農道鹿島線）[1]
- 橋長 : 340m[1]
- 最大支間長 : 170m[1]
- 幅員 : 車道4.4m[1]
- 航路限界 : 23.0m[1]
- 橋種 : 3径間連続上曲弦プラットトラス橋[1]

## 参考資料
- 鹿島大橋 - ひろしま観光ナビ
- 鹿島大橋 - 広島ニュース 食べタインジャー